# Hard times token

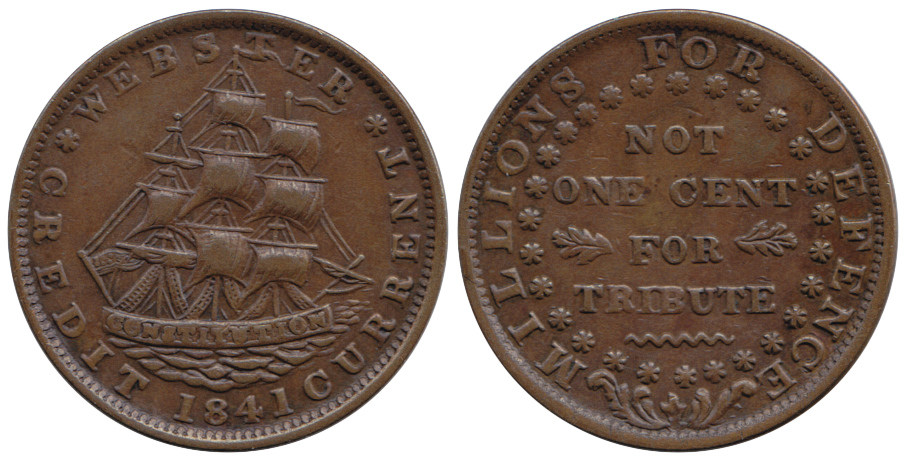
Hard-times Token de 1841. No reverso, a inscrição: "Milhões para defesa, nem um cento para tributo".

Os Hard-times Token (fichas dos tempos difíceis, em tradução literal), são fichas de cobre cunhadas entre 1833 e 1843 do tamanho das moedas de One Cent americanas (moedas conhecidas Large Cents por medirem 28,57 mm de diâmetro) e dos antigos meio centavos (que mediam de 22 a 23,50 mm), servindo como moedas não oficiais.
Essas peças eram de fabricação privada e foram usadas como moedas de circulação alternativa para trocas, bem como para propaganda e sátira política durante os tempos de crises políticas e financeiras dos Estados Unidos da América no período denominado de Pânico de 1837, motivos que as levaram a ganhar o apelido de Hard-Times tokens ou fichas dos tempos difíceis.
Hoje, essas fichas são colecionáveis e muito valorizadas para estudo das moedas de necessidade/escassez e para a história política americana.

## Como surgiram
O cenário é dos Estados Unidos em 1832, no final do primeiro mandato do então presidente dos Estados Unidos Andrew Jackson (Waxhaws, 15 de março de 1767 — Nashville, 8 de junho de 1845).
Um detalhe curioso de Andrew Jackson que vale a pena citar é o fato de ele ser chamado de "burro" por seus opositores e críticos, um apelido que ele gostou tanto que adotou a figura do burro como seu símbolo por um período.
Isso foi tão significativo que mais tarde o Partido Democrata dos Estados Unidos adotou o burro como mascote, popularizado pelo cartunista Thomas Nast.
Populista ao ponto de ser o primeiro presidente a convidar o povo para o baile em homenagem a sua posse, Andrew Jackson iniciou a sua corrida de reeleição pedindo o fim do Segundo Banco dos Estados Unidos, fundado em 1816, cinco anos depois do Primeiro Banco dos Estados Unidos.
Após ser reeleito, Andrew Jackson trabalhou para enfraquecer o banco antes de janeiro de 1836, data que vencia a carta-patente do Congresso que autorizava o funcionamento do banco como uma entidade federal, e conseguiu.
Sem o Segundo Banco dos Estados Unidos, os bancos estaduais tentaram preencher a falta de dinheiro e emitiram uma grande quantidade de cédulas em papel moeda, aumentando a inflação.
Na esperança de deter a inflação e a especulação de terras públicas, Andrew Jackson e seu secretário do Tesouro, Levi Woodburry, emitiram uma Circular de Espécime em 11 de julho de 1836.
Essa circular foi um tipo de ordem executiva presidencial, chamada de Lei Cunhagem (ou Lei das Moedas de 1836), que obrigava os bancos e outras entidades que recebiam dinheiro público a aceitarem apenas moedas de ouro e prata como pagamento de terras públicas, a partir de 15 de agosto de 1836.
Em vez dos resultados positivos esperados, a circular causou o fim de um período de prosperidade econômica gerando pânico que levou a população a acumular dinheiro em casa.
Sem dinheiro circulando, os bancos e comerciantes começaram a ter problemas financeiros e não demorou muito para que os efeitos da decisão de Andrew Jackson fossem sentidos em todo o país, a medida que os bancos e empresas fechavam e uma depressão financeira surgia.
A essa altura, o vice-presidente de Andrew Jackson, Martin van Buren, era o novo presidente eleito dos Estados Unidos e o período de dificuldades econômicas, o chamado pânico de 1837 durante o mandato de Martin van Buren, passou a ser conhecido com o "tempos difíceis" ou Hard-times em inglês.
Foi nesse cenário que começaram a surgir as cunhagens e circulação dos Hard-times Tokens, que foram usadas para dois propósitos específicos:

### Propagandas e sátiras políticas
As fichas de tempos difíceis foram usadas como propaganda e sátiras políticas a favor e contra Andrew Jackson e seu vice-presidente, então Presidente, Martin van Buren.
Um exemplo disso foi quando cunharam fichas com um desenho de burro (referenciando Andrew Jackson, como já citamos acima) e os dizeres "I follow in the steps of my illustrious predecessor" (eu sigo os passos do meu ilustre antecessor), em referência a uma frase do discurso de posse de Martin van Buren.

### Propaganda e trocas no comércio
Outro uso dos Hard-time tokens foi de propaganda nos comércios locais, quando os proprietários cunhavam essas fichas com o objetivo de fazer propaganda de seus negócios e circular uma ficha que poderia ser trocada por dinheiro real, principalmente pela falta de moeda corrente no comércio.